# U.S. Bank Tower (Sacramento)
O U.S. Bank Tower (também chamado de 621 Capitol Mall) é um arranha-céu de 25 andares de 123 m (404 ft) de altura, localizado em Sacramento, Califórnia. A torre de escritórios está localizada no 621 Capitol Mall e foi concluída no início de 2008. O Banco dos EUA comprou os direitos de nomeação e 3.200 m2 de escritórios.
O arquiteto do edifício foi Hellmuth, Obata + Kassabaum, Inc.(HOK) e o contratante geral é Hensel Phelps Construction.
O prédio possui uma série de telas de LED no topo que parecem formar um rio durante a noite, com as cores mudando de azuis claros/escuros para roxos. Eles são facilmente vistos, pois este edifício é o segundo maior em Sacramento. Esta obra de arte foi criada por Michael Hayden de Santa Rosa, Califórnia.

## Galeria

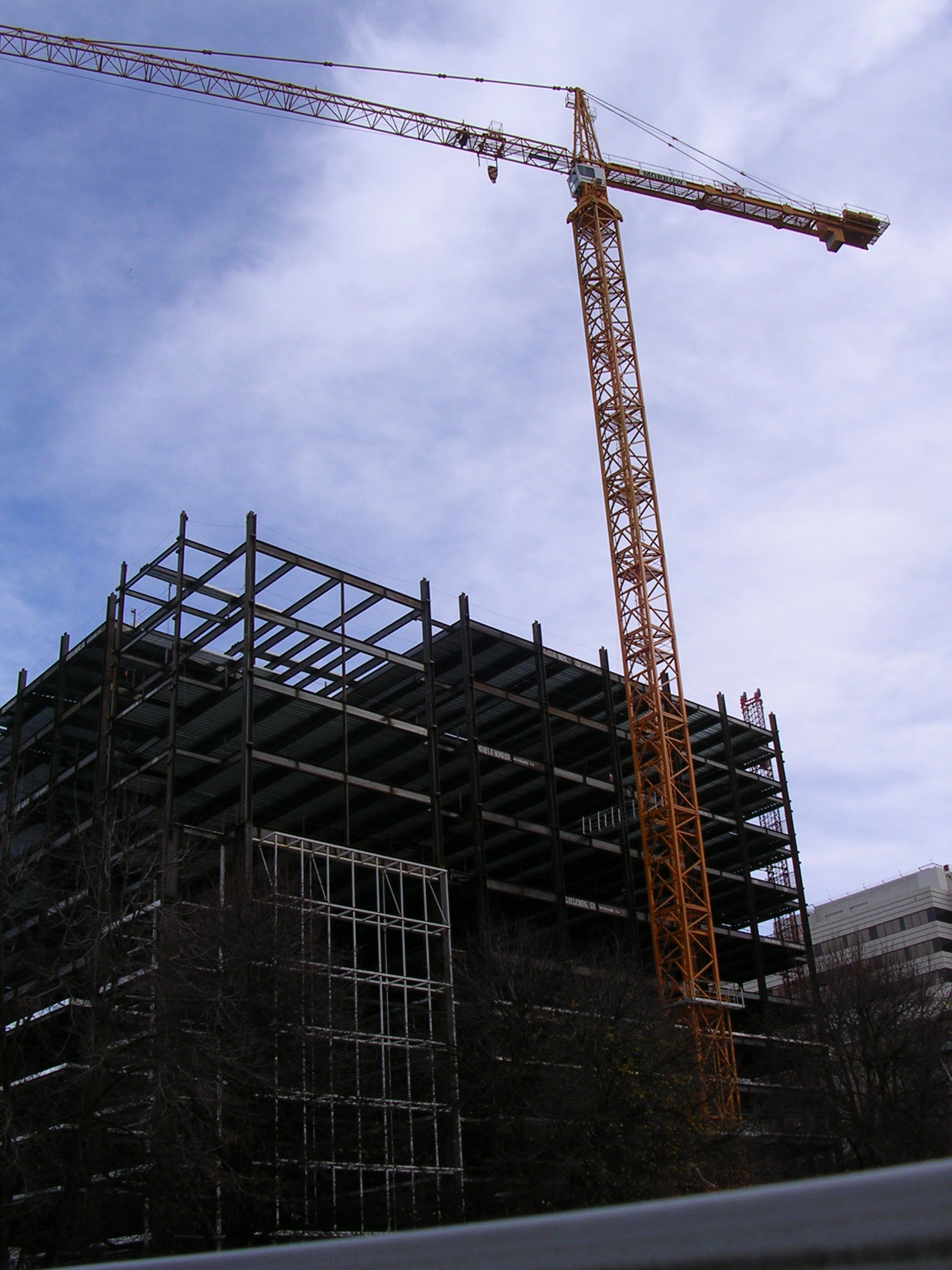
O edifício em construção. Dezembro de 2006
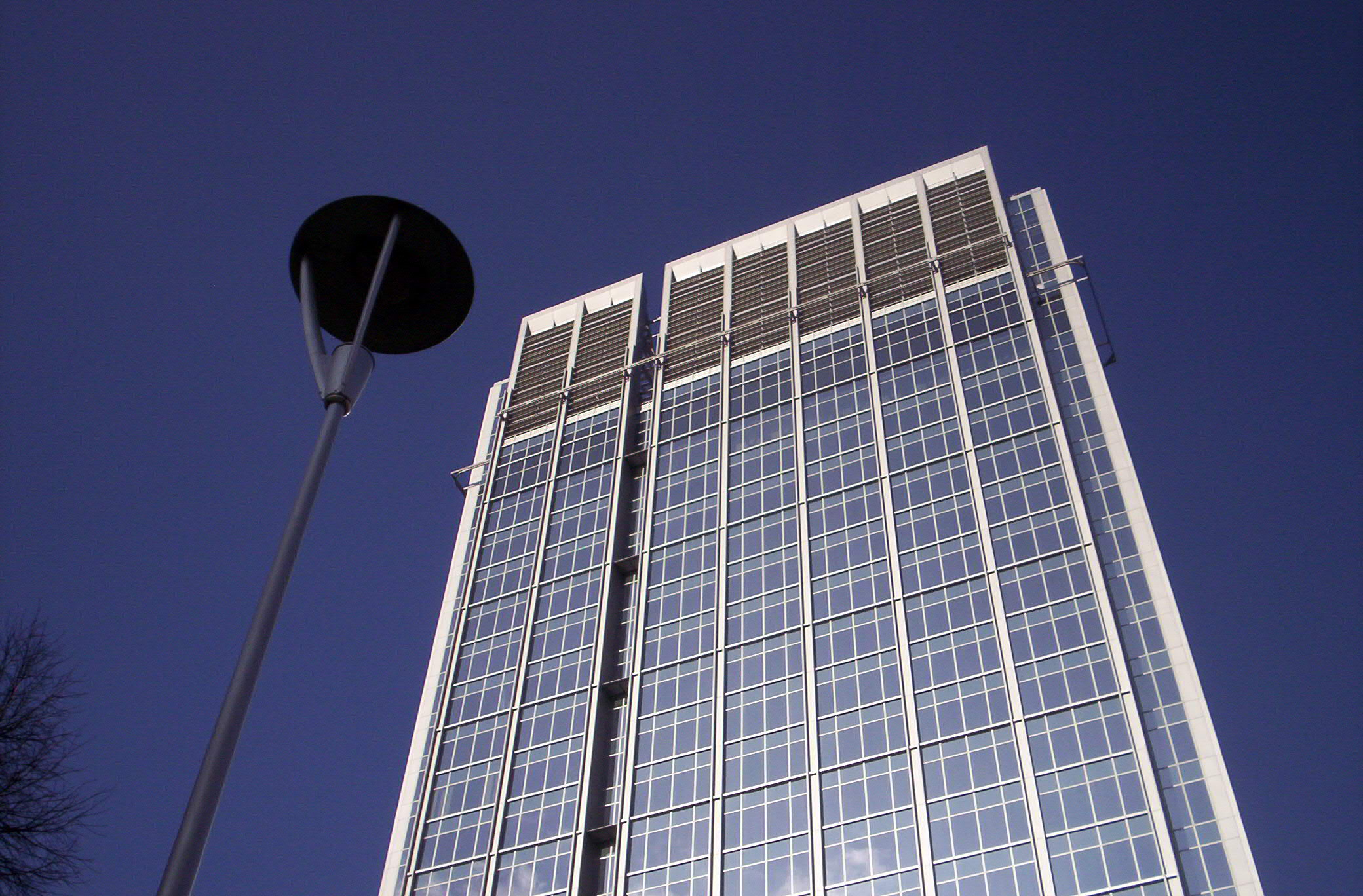
O edifício foi completado em 2008.